# Motor Toon Grand Prix
Motor Toon Grand Prix est un jeu vidéo de course conçu par Kazunori Yamauchi, développé par Polys Entertainment, qui deviendra plus tard Polyphony Digital et édité en 1994 par Sony Computer Entertainment sur PlayStation.

## Historique
Motor Toon Grand Prix est sorti pour le lancement japonais de la PlayStation en 1994. Avec Ridge Racer, le premier jeu officiel de la machine, il était de ceux qui tirait profit de la puissance de la console.
Premier production du studio interne de Sony Japan, Polyphony Digital, qui se dénommait alors Polys Entertainment, ce jeu sans prétention mais très attrayant graphiquement fut destiné à étoffer le nombre de jeux disponibles à la sortie de la première console de Sony. Il fut aussi l'occasion pour l'équipe de se "roder" avant de s'attaquer à un projet de simulation automobile plus ambitieux, Gran Turismo (1997), qui deviendra la série de jeu de course la plus vendue de l'histoire du jeu vidéo.
Motor Toon se distingue par des graphismes trois dimensions (3D) mêlant la 3D mappée à de la 3D plus simple de type ombrage Gouraud. Lors de sa sortie en 1994, sa réalisation est à la hauteur de ce qui se fait de mieux à l'instar de Ridge Racer, avec une 3D plus aboutie que ce que l'on pouvait voir sur des bornes d'arcade onéreuses comme celles de Virtua Racing (1992) ou Virtua Fighter (1993), où la 3D est encore en ombrage plat.

## Système de jeu
Le joueur dirige un véhicule sur des circuits prenant place la plupart du temps dans des décors enfantins ou imaginaires, très colorés et très en relief (une seule course se déroule sur un circuit réel, une route). La quasi-totalité des décors et des véhicules est en 3D, seuls quelques éléments sont juste des sprites zoomés.

## À noter
- La suite du jeu, Motor Toon Grand Prix 2 (1996), améliore les caractéristiques du première épisode (nombre de circuits, graphismes). Il est le seul jeu de la série à être sorti en Europe et en Amérique du Nord (il a été commercialisé sous le nom de Motor Toon Grand Prix).